# Tozeria muwitiwallina
Tozeria muwitiwallina är en insektsart som beskrevs av Otte, D. och R.D. Alexander 1983. Tozeria muwitiwallina ingår i släktet Tozeria och familjen syrsor. Inga underarter finns listade i Catalogue of Life.